# Флаг городского округа Щёлково
Флаг городского округа Щёлково Московской области Российской Федерации — опознавательно-правовой знак, служащий официальным символом муниципального образования.
Первоначально данный флаг был утверждён 3 июля 2001 года официальным символом муниципального образования «Щёлковский район» (после муниципальной реформы 2006 года — Щёлковский муниципальный район) и внесён в Государственный геральдический регистр Российской Федерации с присвоением регистрационного номера 797.
25 мая 2010 года, решением Совета депутатов Щёлковского муниципального района № 77/11, было утверждено положение о флаге в новой редакции и было решено считать флаг муниципального образования «Щёлковский район» официальным символом Щёлковского муниципального района Московской области.
Законом Московской области от 23 мая 2018 года № 69/2018-ОЗ городское поселение Свердловский и сельское поселение Анискинское Щёлковского муниципального района 5 июня 2018 года были объединены с городским округом Лосино-Петровский.
Законом Московской области от 28 декабря 2018 года № 258/2018-ОЗ все оставшиеся муниципальные образования Щёлковского муниципального района были преобразованы в городской округ Щёлково.
Решением Совета депутатов городского округа Щелково от 16 июля 2019 года № 1028/93−236−НПА флаг Щёлковского муниципального района был утверждён официальным символом городского округа Щёлково.

## Описание
Описание флага, утверждённое решением Совета депутатов Щёлковского района Московской области от 3 июля 2001 года № 59/10, гласило:

Флаг муниципального образования «Щёлковский район» представляет собой прямоугольное двустороннее полотнище с отношением ширины к длине 2:3, разделённое на две части: меньшую синюю, расположенную у древка и занимающую 1/3 длины полотнища, и большую красную, и несущее на границе цветов в середине изображение фигур герба муниципального образования «Щёлковский район» белого цвета в 2/3 ширины полотнища.

Описание флага, утверждённое решением Совета депутатов Щёлковского муниципального района от 25 мая 2010 года № 77/11, гласило:

Прямоугольное двустороннее полотнище с отношением ширины к длине 2:3, разделённое на две части: меньшую синюю, расположенную у древка и занимающую 1/3 длины полотнища, и большую красную, и несущее на границе цветов в середине изображение фигур герба Щёлковского муниципального района белого цвета в 2/3 ширины полотнища.

Описание флага, утверждённое решением Совета депутатов городского округа Щелково от 16 июля 2019 года № 1028/93−236−НПА, гласит:

Прямоугольное двухстороннее полотнище с отношением ширины к длине 2:3, разделённое на две части: меньшую синюю, расположенную у древка и занимающую 1/3 длины полотнища, и большую красную, и несущее на границе цветов в середине изображение гербовой композиции городского округа Щёлково белого цвета в 2/3 ширины полотнища.

## Обоснование символики
Флаг муниципального образования «Щёлковский район» разработан на основании герба муниципального образования «Щёлковский район».
Стилизованная графическая композиция, образованная ткацким челноком и его нитью в трилистнике — символы широко развитой текстильной промышленности, началом которой было ткацкое производство, издавна известное в бывшем Богородском уезде Московской губернии.
Вертикально расположенный ткацкий челнок, сопровождаемый нитью, ассоциируется со стартом космического корабля, раскрывая идейный замысел «От ткацкого челнока до космического корабля».
Голубой цвет в геральдике — символ чести, славы, преданности, истины, красоты, добродетели и чистого неба.
Белый цвет (серебро) — символ чистоты, мудрости, благородства, мира, взаимосотрудничества.
Красный цвет — символ труда, жизнеутверждающей силы, мужества и праздника.

## См. также

Флаги муниципальных образований Щёлковского муниципального района
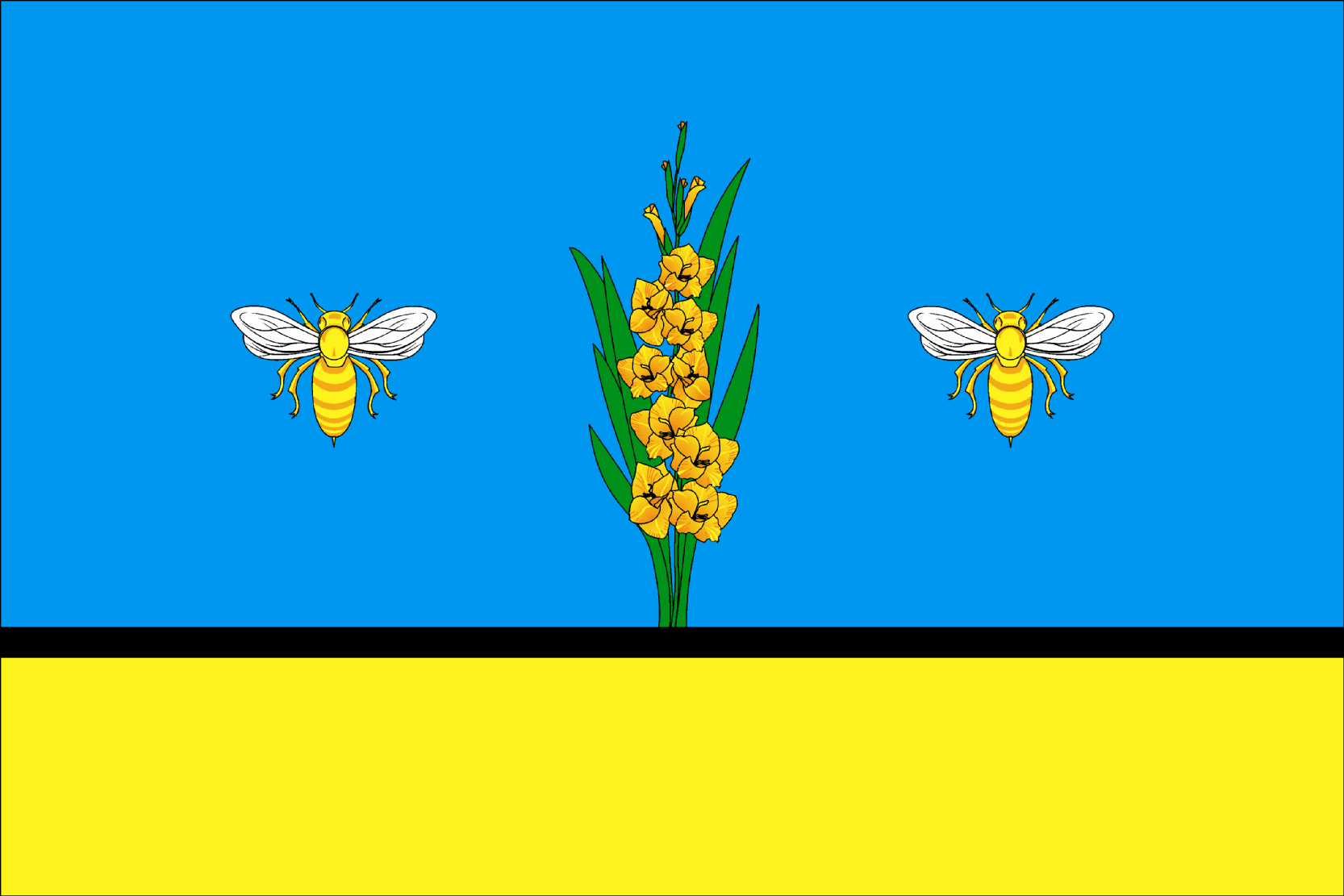
Флаг городского поселения Загорянский
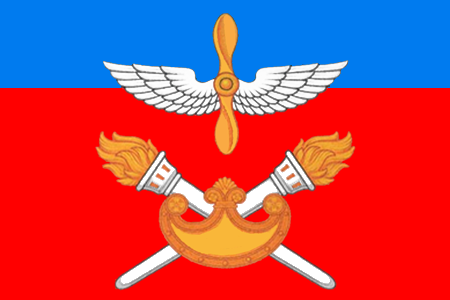
Флаг городского поселения Монино
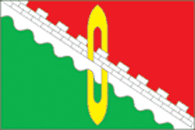
Флаг городского поселения Свердловский
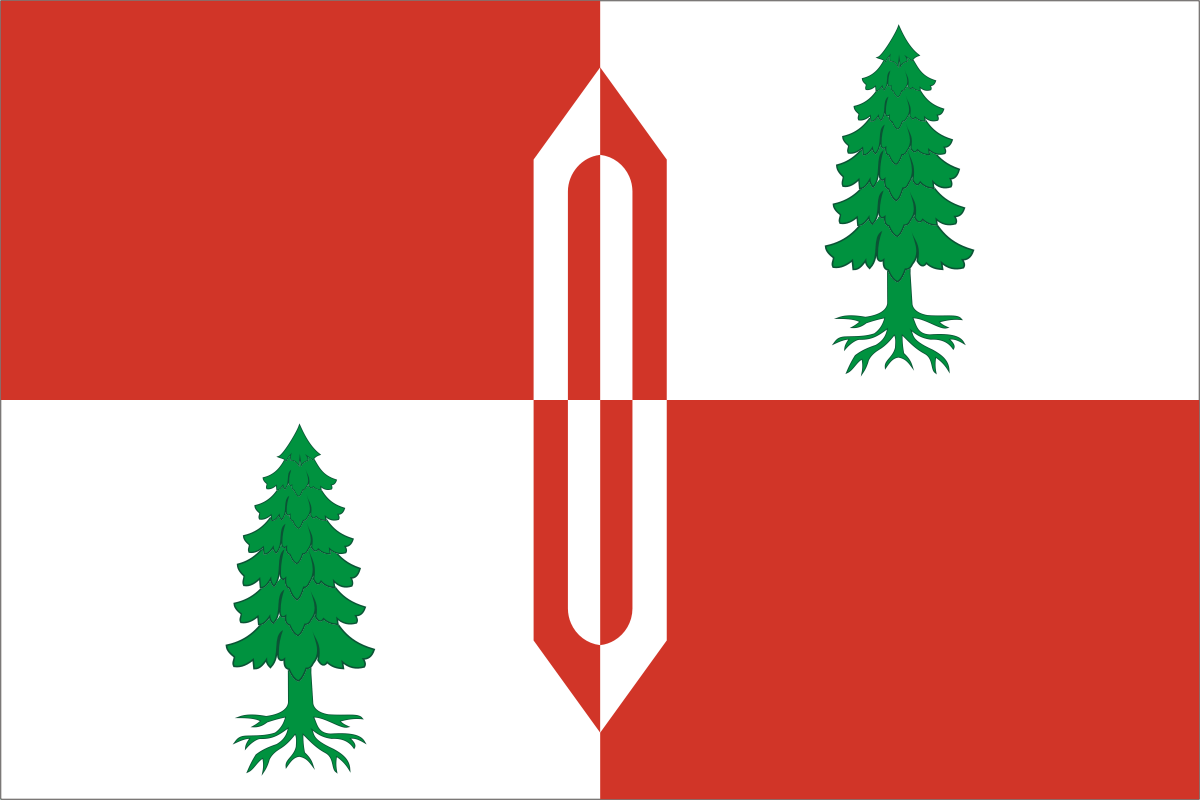
Флаг городского поселения Фряново
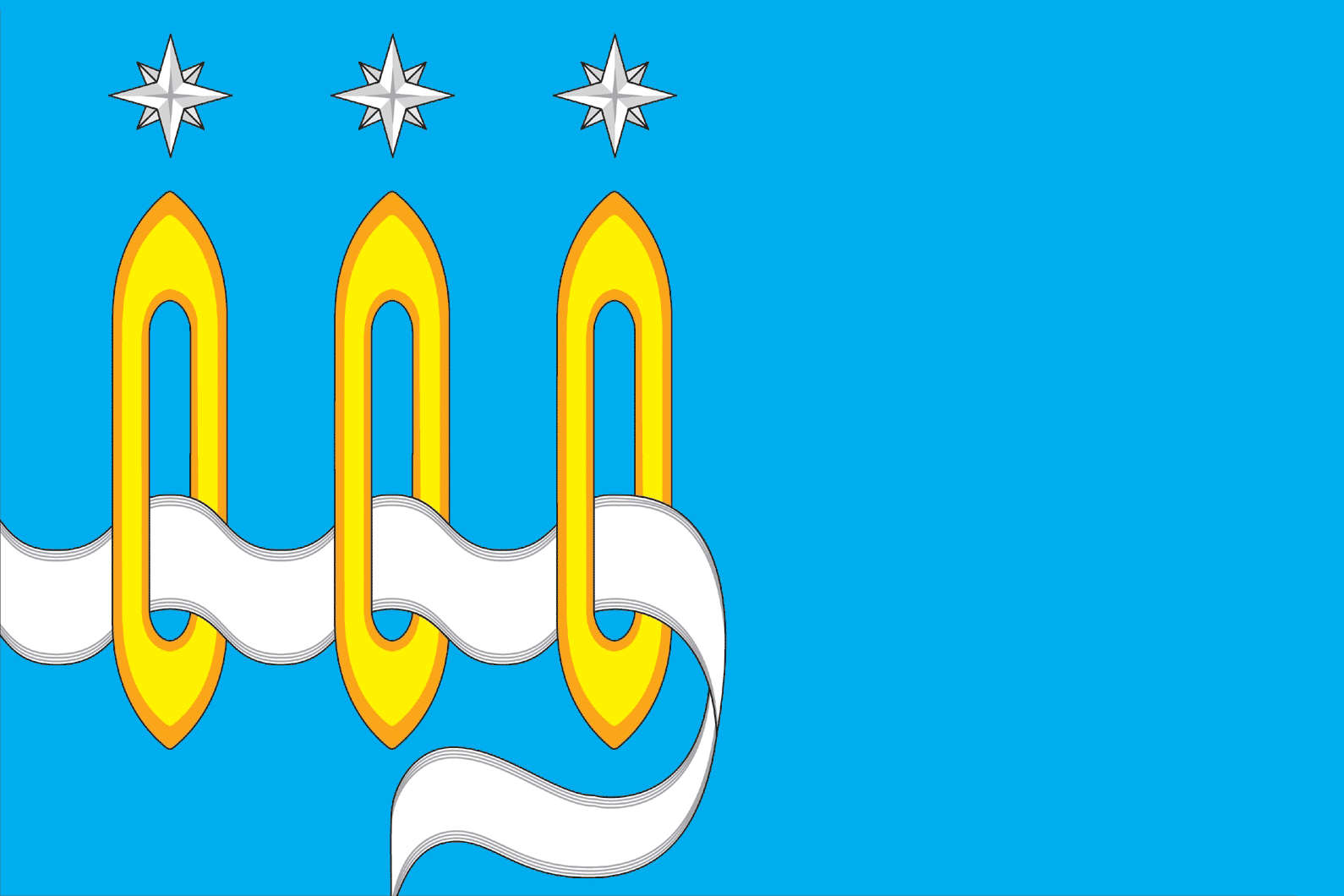
Флаг городского поселения Щёлково
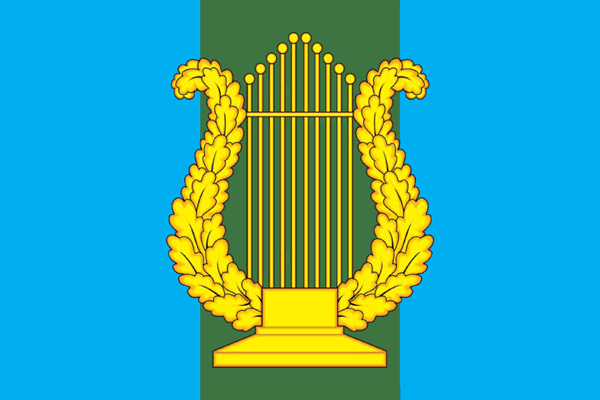
Флаг сельского поселения Анискинское
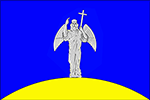
Флаг сельского поселения Гребневское
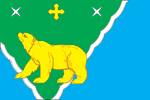
Флаг сельского поселения Медвежье-Озёрское
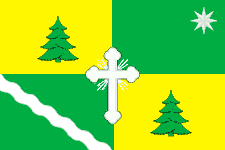
Флаг сельского поселения Огудневское
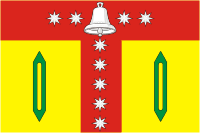
Флаг сельского поселения Трубинское